# 高森氏
高森氏（たかもりし）は、日本国の武家。
- 藤原姓伊澤氏族 : 陸前国宮城郡高森館
- 肥後国高森氏 : 阿蘇郡高森村より起こる阿蘇氏支族

## 肥後国高森氏
阿蘇大宮司の将軍に高森氏の名見ゆ。起雲山禅曹洞宗含蔵寺を菩提寺とする。
- 高森惟直 : 高森城にて島津氏と抗戦。高森、坂梨、田上、西、北迫、渡辺ら、阿蘇家老は島津氏の和解工作に否定的であり、とくに高森惟直は大友義統と結んで抗戦した[1][2]。反島津派の甲斐家、高森家は大友氏に頼ったのである[1]。他方、仁田水氏と村山氏は島津氏との和睦に乗り出すが、その交渉中に高森氏により抹殺される[1]。坂梨、西、渡辺は自主派を選択し、阿蘇惟光を目丸山に隠した[1][3]。
- 高森惟居 : 高森伊予守。高森城主にして、惟直の息子。島津氏に降伏するものの、大友氏と諜報して、反撃。一時的に阿蘇家を回復させる。しかし、今度は島津氏が大軍で押し寄せ、1586年に戦死[4]。墓には高森殿の杉がある。惟居の娘・柏姫も島津兵に斬られ、その場所を柏塚と呼ぶ。龍風の墓は、競馬に御利益があるという[4]。
- 柏姫 : 高森惟居の長女、当時17歳。大友家臣の山村大学・山村小学兄弟に匿われていた。島津兵の追撃を防ごうとするが、これをなせず、柏姫は戦死。その遺愛の品である手鏡は、山村家菩提所の西蓮寺に所蔵されている[5]。昭和49年に柏塚の修復がなされ、柏月院釈尼麗珠信位の名が贈られている。